# Justicia pastazana
Justicia pastazana är en akantusväxtart som beskrevs av Wassh.. Justicia pastazana ingår i släktet Justicia och familjen akantusväxter. Inga underarter finns listade i Catalogue of Life.